# الفدج في إنجلترا
الفدج في إنجلترا هي رواية صدرت عام 1835 لعمل توماس مور عام 1818، وتكملة لكتاب عائلة فدج في باريس، الذي يحكي قصة زيارة عائلة الفدج البريطانية الخيالية إلى باريس، حيث وقعت الابنة بيدي في حب شاب، الذي يعتبر ملكًا لبروسيا ولكنه كان في الحقيقة تاجر أقمشة. كان العمل الأصلي شائعًا للغاية وتلقى الكاتب طلبات لكتابة عمل آخر تكملة له، وبدأ بعد ذلك العمل على كتاب بعنوان عائلة الفدج في إيطاليا (بالإنجليزية: The Fudge Family In Italy)‏، لكنه تخلى عنه وأصدر الجزء الثاني بعد مرور سبعة عشر عامًا على النسخة الأصلية.

## ملخص
تحدث أحداث الجزء الثاني بعد بضع سنوات، في الحمامات الطبية في مدينة باث، عندما تسافر بيدي البالغة. والتي أصبحت منذ ذلك الحين بروتستانتية إنجيلية، وبسبب الميراث الكبير الذي من المتوقع أن تحصل عليه، أصبحت هدفًا للخاطبين الأيرلنديين الباحثين عن الثروة. أحد هؤلاء هو "Mick on the make"، باتريك ماجان، الذي يفضل سرًا ابنة أخت بيدي، فاني. والذي ينافس ماجان لجذب حب بيدي ضد منافسه مورتيمر أوموليجان، الذي تحول من الكاثوليكية إلى البروتستانتية على أمل القبول به، وإثراء نفسه. يتزوج أوموليجان من بيدي، بينما يهرب ماجان مع فاني. وتنتهي القصة بترك عم بيدي الغني أمواله لفاني بدلاً من بيدي، ويصبح أوموليجان مفلسًا.